# Универзитет у Хаифи
Универзитет у Хаифи (хебр. אוניברסיטת חיפה, арап. جامعة حيفا) је државни универзитет на планини Кармел у Хаифи. Основан 1963. године, добио је пуну академску акредитацију 1972. године, поставши шеста академска институција и четврти универзитет у Израелу. Има највећу универзитетску библиотеку у земљи.
Од 2019. уписано је око 18.000 студената. Међу високошколским установамау Израелу, Универзитет у Хаифи има највећи проценат (41%) арапских студената.